# Micropsectra solitaria
Micropsectra solitaria är en tvåvingeart som beskrevs av Maurice Emile Marie Goetghebuer 1949. Micropsectra solitaria ingår i släktet Micropsectra och familjen fjädermyggor.
Artens utbredningsområde är Irland. Inga underarter finns listade i Catalogue of Life.